# Niklas Heinecker
Sven Niklas Heinecker (* 17. Juni 1984 in Hamburg) ist ein ehemaliger professioneller deutscher Pokerspieler. Er gewann 2013 das Main Event der GuangDong Asia Millions.

## Persönliches
Heinecker stammt aus Hamburg und besuchte das Gymnasium Süderelbe im Stadtteil Neugraben-Fischbek. Später studierte er an der Philipps-Universität in Marburg. Heinecker lebte in London, Barcelona und auf Malta, ehe er in seine Heimatstadt Hamburg zurückkehrte.

## Pokerkarriere
Heinecker spielte online unter dem Nickname ragen70 auf der Plattform Full Tilt Poker und galt als einer der besten Cash-Game-Spieler. Bis November 2014 erspielte er dort einen Profit von mehr als 7,6 Millionen US-Dollar.
Seine erste Geldplatzierung bei einem Live-Turnier erzielte Heinecker im März 2007 in Wien. Im Juli 2007 war er erstmals bei der World Series of Poker (WSOP) im Rio All-Suite Hotel and Casino am Las Vegas Strip erfolgreich und belegte beim Main Event den mit über 100.000 US-Dollar dotierten 80. Platz. Bei der WSOP 2011 und 2012 platzierte sich der Deutsche jeweils bei einem Turnier der Variante No Limit Hold’em im Geld. Anfang Juni 2013 siegte er beim Main Event der GuangDong Asia Millions in Macau. Dafür setzte sich Heinecker gegen 70 andere Spieler durch und erhielt eine Siegprämie von 34,6 Millionen Hongkong-Dollar, was zu diesem Zeitpunkt umgerechnet knapp 4,5 Millionen US-Dollar entsprach. Nach diesem Erfolg erreichte er bis dato keine weitere Geldplatzierung bei einem Live-Event.
Insgesamt hat sich Heinecker mit Poker bei Live-Turnieren mehr als 4,5 Millionen US-Dollar erspielt.